# Gevlamde vlinders
De gevlamde vlinders (Endromidae), vroeger berkenspinners genoemd, zijn een familie van vlinders in de superfamilie Bombycoidea. Ze zijn verwant aan de nachtpauwogen, waar ze uiterlijk ook op lijken. Ze verschillen hiervan doordat ze geen oogvlekken op de vleugels hebben en doordat ze de vleugels in rust dakvormig opvouwen. De familie telt bijna zestig soorten, verdeeld over twaalf geslachten. Het typegeslacht is Endromis. Sinds de revisie van de superfamilie Bombycoidea door Zwick et al. (2011), overgenomen door Van Nieukerken et al. (2011), wordt de voorheen als onderfamilie Prismostictinae Forbes, 1955 van de echte spinners (Bombycidae) beschouwde groep nu in deze familie geplaatst.
In België, Nederland en heel West- en Midden-Europa komt maar één soort uit deze familie voor:
- Endromis versicolora (Linnaeus, 1758) - Gevlamde vlinder

## Geslachten
- Andraca Walker, 1865
  - = Pseudoeupterote Shiraki, 1911
- Endromis Ochsenheimer, 1810
- Falcogona Zolotuhin, 2007
- Mirina Staudinger, 1892
- Mustilia Walker, 1865
- Mustilizans J.K. Yang, 1995
- Oberthueria Kirby, 1892
  - = Euphranor Oberthür, 1880 non Euphranor Herrich-Schäffer, 1855
- Prismosticta Butler, 1880
- Prismostictoides Zolotuhin & T.T. Du, 2011
- Pseudandraca Miyata, 1970
- Sesquiluna Forbes, 1955
- Smerkata Zolotuhin, 2007[2][3]